# Cristóbal (República Dominicana)
Cristóbal es un municipio de la República Dominicana, que estas situada en la provincia de Independencia.

## Historia y cultura de Cristóbal
Según el historiador Rafael  Leónidas Pérez, la comunidad de Cristóbal fue fundada en el 28 de agosto de 1606 luego de las devastaciones hechas por el gobernador Osorio en la parte occidental de la isla.
El municipio se levanta en las inmediaciones de la laguna del rincón. Existió desde antes del año 1606 como hatos ganaderos propiedad de los hacendados españoles de nombre Juan Trujillo y Antonio Feliz de Luna.
El nombre de Cristóbal deviene del cacique guanaconiel que después de ser bautizado por los españoles recibió el nombre de Cristóbal de la Sal, por los hallazgos de una mina de sal en el poblado
La comunidad de Cristóbal se levantó en la cercanía de la laguna rincón próximo a la desembocadura del hoy rio Lemba (Rio las Salinas).
Cristóbal fue elevado a la categoría de distrito municipal en el año 1982 siendo su primer director Juan Matos Pérez. En el año 2003 Cristóbal fue elevado a la categoría del municipio perteneciente a la Provincia independencia. Su primer alcalde fue el señor Buanerge Matos Peña.

## Economía
Las principales fuente de la economía de Cristóbal desde su fundación, fueron la agricultura, la ganadería y la pesca. La mayoría de los hombres de este pueblo se dedicaban a la  pesca de tilapia y guabina en la laguna rincón. Otros cultivaban frutos menores a la orilla del (Rio Lemba.)
En la medida que fue pasando el tiempo ocurrieron acontecimientos importantes que dieron un giro al `poblado como la construcción del ingenio Barahora en el año 1920 que impacto de manera positiva la economía del poblado la mayor parte de las tierras cultivadas de cañas de azúcar son del poblado de Cristóbal .                                        luego surgen los bateyes  7 ,8 y 9 fundado por jornaleros de ascendencia haitiana. Luego Cristóbal con la construcción de los asentamientos agrario AC. 47 y AC.277 durante los gobiernos del presidente Balaguer; y la posterior construcción del canal de riego Uno Sur en la comunidad de Cristóbal hicieron posible el incremento significativo en la producción de diferentes rublos agrícolas como son: platano, guineo, arroz, maíz, yuca, tomate, entre otros rublos.

## Cultura
Cristóbal es una comunidad muy conocida en la región por el desarrollo de actividades culturales y religiosas. Cada año durante la Semana Santa se celebra el carnaval con (cachuas) diablos cojuelos y fiesta de palos Lo que ha servido como reencuentro familiar con quienes se han trasladado a otros lugares  en busca de oportunidades. 
Todos los años se celebran las fiestas patronales en honor al patrón de la comunidad el apóstol San Andrés, en las que se realizan múltiples actividades festivas dirigidas al reencuentro de las familias de los cristobalenses y exhibiciones culturales.

## Límites
Municipios limítrofes:
|              | Norte: Galván y Neiba     |                                |
| Oeste: Mella |                           | Este: Neiba, Tamayo y El Peñón |
|              | Sur: Las Salinas y Cabral |                                |